# Dromioidea
Dromioidea là một siêu họ cua chủ yếu sinh sống tại Madagascar. Những hóa thạch cổ nhất được cho là thuộc về Dromioidea có niên đại từ thời kỳ Jura muộn.